# Божидар Жугић
Божидар Жугић (Новаковићи, код Жабљака, 14. март 1915 — Гложан, код Бачког Петровца, 13. април 1941) био је поручник Југословенске војске, учесник Априлског рата и носилац Златне медаље за храброст "Милош Обилић".

## Биографија
Основну школу учио је у Пријепољу, а одрастао је у Пљевљима где је 1931. завршио Пљеваљску гимназију.
Војну академију у Београду је похађао у периоду од 1931. до 1935. године. Као инжењеријски поручник 10. посадног пука Југословенске војске у време избијања Другог светског рата чувајући официрску част и достојанство, патриотски је положио живот 13. априла 1941. у селу Гложан, код Бачког Петровца.

## Погибија
Рат је Божидара затекао на мађарској граници, у Десетом посадном пуку, који се по наредби Врховне команде повлачио према Новом Саду. Гложанска драма, према причању преживелих, започела је 13. априла 1941. око један сат по подне. Колону је тада код Бачке Паланке, у селу  Гложану, пресекао хортијевски „брзи корпус“, у чијем саставу су биле две бригаде са по једним оклопним и моторизованим  пуком, са модерним немачким тенковима и италијанским  танкетама „ансалдо – урус“, мађарске конструкције и производње. Одмах су отворили ватру по колони изненађених војника. Командант Божидаревог  пука, резер. пуковник Божидар Ристић, носилац Карађорђеве звезде и Обилићеве медаље, јунак из балканских и Првог светског рата, проценивши да је ситуација безизлазна, покушао је предајом да нешто спаси, мада је и сам знао да хортијевци убијају и цивиле, а поготово војнике и официре.
Штефан Дудок, Словак кога су мађарски фашисти повели из Бачке Паланке као преводиоца, описаће касније:
„Стајао сам између два команданта која су разговарала. Хортијевци  су тражили безусловну предају и разоружање официра и војника, и они су почели да се групишу са подигнутим  рукама. Тада нам је   пришао један леп и висок  поручник, црномањастог лица у пелерини. Прошао је поред постројених официра, стао испред мађарског команданта и почео да виче на њега: Шта ти хоћеш, кукавицо? Шта  хоћеш? Хоћеш да нас заробиш без борбе?”
„Нисам смео да преводим, чекао сам и гледао унезвереног мађарског официра, који се окренуо према мени и питао: Шта хоће овај поручник? Поручник Жугић се затим окренуо свом команданту: Господине пуковниче, тако се не брани отаџбина! Ја се не предајем, југословенски официр се не предаје, он може само да погине!”
„Нисам смео да преведем мађарском команданту шта му говори. Он је тада извадио пиштољ, који је држао у десном џепу шињела, пошао корак напред и пуцао у груди хортијевом команданту… Тада су са  тенка изнад моје главе почели да пуцају рафали, пао сам на земљу, био је хаос. То је последње што сам видео… Дуго сам лежао док нису сасвим престали са пуцњавом. Када сам се подигао, било је страшно, много убијених официра и војника, неки су бежали равницом, чули су се јауци и разна дозивања... али видео сам како пада и поручник Жугић и само сам то видео…”
Један  од  ретких  преживелих сведока, Радован Поповић, резервни војник, сведочио је: „Наједном сам зачуо усамљени пуцањ. Онда је мађарски војник с тенка отворио бесну ватру из митраљеза. Био је  то рафал који је покосио Божидара Жугића, а у сваком случају и пуковника Божидара Ристића, који је био даље. Тенкови и оклопна возила почели су нас са свих страна засипати ватром. Неки од војника бежали су ка хмељишту и винограду на путу за Петровац…”
Мештани села, сахранили су настрадале војнике и довели су попа Љубишу Поповића из Бегеча да им одржи опело. Мађарски фашисти нису дозволили свештенику да то уради поручнику Жугићу. По посебној наредби он  ће бити сахрањен ван гробља. У црквеном протоколу, свештеник Поповић ће, поред Божидаревог имена записати:  „По изричитом наређењу мађарских војних власти опело забрањено због убиства мађарског команданта, али и имена неколицине погинулих, колико је његов син Марко Поповић, касније грудни хирург у  Н. Саду успео да скине плочица са погинулих војника и официра, све док га један хортијевац није отерао:  Тодоровић Сава, Трпко М. Вељановић из Тетова, село Лешак, телеграф. 10. техн.посад.чете, Петроније Стојиљковић, Призрен граничар 44. гран. чете, наредник Банкарев Дина из Баната...”
Учитељица основне школе у Гложану Вјера Скленарова, деценијама је својим ђацима на часовима историје предавала лекције о пожртвованости за свој народ Божидара Жугића.

## Послератне „игре” са спомеником
Пошто није био комуниста, дуго иза рата власт у Пљевљима није дозвољавала да му се подигне споменик, нити да се прогласи за народног хероја. Локални СУБНОР из Гложана му је 1964. године подигао споменик на месном гробљу, а од средстава његове мајке Марије споменик је израђен и чекао на дозволу комунистичких власти неколико година.
Споменик Божидару и његовим палим саборцима подигао је у Гложану СУБНОР овог места, ангажовањем председника Михајла Фабрија. Када на његов позив борцима Пљеваља нико није одговорио, дошао је у  Пљевља, да лично позове мајку хероја, која га је и посинила. Доћи ће Фабри још једном у Пљевља, на  Маријин  вечни  испраћај. Са  кумом, који  је  Божа  и  крстио, учитељом  Арсенијем Вуковићем, отићи ће Марија на  место погибије свог сина 15. октобра 1964.
Након 2000. било је покушаја да се споменик подигнут 1964. у Гложану уклони и замени новим. Ипак, споменик је сачуван и уз постојећи подигнута је још једна плоча.
Убрзо после њене смрти му је 1966. године споменик и постављен на мосту на Ђурђевића Тари.

## Филм
Божова сестричина, Ранка Велимировић, снимила је документарни филм Бесмртни поручник у смрт с осмехом који је премијерно приказан у Пљевљима 19. априла 2008. године.